# Lispe flavipes
Lispe flavipes este o specie de muște din genul Lispe, familia Muscidae, descrisă de Stein în anul 1913. Conform Catalogue of Life specia Lispe flavipes nu are subspecii cunoscute.